# Нувель ревю франсез
Нуве́ль ревю́ франсе́з (фр. Nouvelle Revue française, NRF — дослівно «Новий французький журнал») — французький літературний часопис, заснований 1 лютого 1909 року. З деякими перервами часопис видається до сьогодні.

## Історія
Після першої невдалої спроби 1908 року в колі французьких письменників, серед яких вирізнялися Андре Жід, Жан Шлумбергер, Мішель Арно, Андре Рюїтер, Анрі Геон, було засновано літературний часопис «Нувель ревю франсез». У 1910—1914 та 1919—1925 роках часопис очолював Жак Рів'єр. 1911 року Ґастоном Ґаллімаром було засновано видавництво Les Éditions de la Nouvelle Revue française (NRF), тепер відоме як видавництво Ґаллімар.
Особливої слави зазнав часопис у міжвоєнний період. Тоді тут друкувалися такі літературні критики, як Альбер Тібоде, Бенжамен Крем'є, письменники Валері Ларбо, Анрі Барбюс, Луї Арагон, Андре Мальро, П'єр Дріє ла Рошель. Часопис відрізнявся своєю незалежністю й бажанням представити різні погляди.
Проте в 1940—1943 роках під керівництвом П'єра Дріє ла Рошель часопис став органом колабораціонізму. Тож у період з 1945 по 1953 часопис був заборонений.
З 1953 року NRF під заголовком Nouvelle NRF був заснований повторно з метою продовжити традицію незалежності й об'єктивності, що обірвалася в 1940 році. Головними редакторами відродженого часопису стали Жан Полан та Марсель Арлан. З 1959 року журнал знову виходить під назвою Nouvelle Revue française. Нині це один з найпрестижніших літературних часописів Франції.

## Головні редактори
- 1908—1914 : Андре Жід
- Під час Першої світової війни часопис не виходив.
- 1919—1925 : Жак Рів'єр
- 1925—1940 : Жан Полан
- 1940—1943 : П'єр Дріє ла Рошель
- 1945—1953 : Часопис не виходив, оскільки був звинувачений в колабораціонізмі.
- 1953—1968 : Жан Полан
- 1968—1977 : Марсель Арлан
- 1977—1987 : Жорж Ламбріш
- 1987—1996 : Жак Реда
- 1996—1999 : Бертран Візаж
- 1999—2010 : Мішель Бродо
- 2011-2014 : Антуан Ґаллімар, Філіпп Форест та Стефан Одеґі

З 2015 : Мішель Крепю